# بوراکوم
بوراکوم (انگلیسی: Eboracum) یک قلعه کاستروم و بعداً شهری در استان‌های روم، بریتانیا بریتانیا (استان روم) بود.